# Gloydius intermedius
Gloydius intermedius este o specie de șerpi din genul Gloydius, familia Viperidae, descrisă de Strauch 1868. Conform Catalogue of Life specia Gloydius intermedius nu are subspecii cunoscute.